# رودمرواریدصدفان
رودمرواریدصدفان (نام علمی: Margaritiferidae) نام یک تیره از راسته رودصدف‌سانان است.